# Nongqawuse
Nongqawuse (ca. 1840 – ca. 1900) was een profetes van de Xhosa aan de grens van Brits-Kaffrarië. Als gevolg van haar apocalyptische voorspelling in april 1856 werden honderdduizenden stuks vee geslacht waardoor tienduizenden Xhosa de hongerdood stierven.

## Biografie
Nongqawuse werd geboren bij de Gxarharivier aan de grens van Brits-Kaffrarië, een kolonie in de hedendaagse Oost-Kaap van Zuid-Afrika. Na de dood van haar ouders werd ze opgevoed door haar oom Mhlakaza, een medium. De Xhosa hadden onlangs de Achtste Grensoorlog verloren en hun vee leed onder een longziekte.
In april 1856 beweerde Nongqawuse dat ze was aangesproken door twee geesten van haar voorouders, die beloofden dat een wervelwind alle blanke kolonisten de zee in zou blazen, op voorwaarde dat de Xhosa eerst al hun vee zouden afslachten en hun gewassen zouden verbranden. Het Xhosa-opperhoofd Sarili was van haar profetie overtuigd en beval al zijn onderdanen te gehoorzamen. Een minderheid van de Xhosa weigerde en kreeg de schuld toen de voorspelling niet uitkwam. Na vijftien maanden werd alle hoop opgegeven, ten koste van zo'n 400.000 stuks vee, alle gewassen en bovenal zo'n 40.000 verhongerde Xhosa. Vele overlevers migreerden naar de koloniale steden en het achtergelaten land werd ingenomen door de Britten.
Nongqawuse overleefde de hongersnood, werd in maart 1858 gevangengenomen door de Britten en naar Kaapstad gebracht. Er wordt aangenomen dat ze onder een andere naam verplaatst is naar een boerderij in de buurt van Alexandria in de Oost-Kaap.